# Siméon Beaudin
Pour les articles homonymes, voir Beaudin.
Siméon Beaudin (12 septembre 1855, Saint-Isidore-de-Laprairie, Canada-Est, Province du Canada - 3 juin 1915, Montréal, Québec, Canada) est un avocat et un juge québécois. Il a été bâtonnier du Québec.

## Origine et formation
Siméon Beaudin est le fils de François-Xavier Beaudin et de Florence Bourdeau. Il entame son parcours académique au réputé Collège de Montréal avant de s'orienter vers le droit en allant l'étudier à l'Université McGill. Beaudin est par la suite admis au Barreau du Québec en 1878,.

## Carrière professionnelle
Siméon Beaudin acquiert au cours des années une solide réputation d'avocat efficace dont les habilités lui ont permis de rapidement gravir les échelons du Barreau de Montréal tout en devenant une référence en matière de droit Beaudin était aussi réputé avoir une mémoire prodigieuse et pouvait réciter de nombreux arrêts de justice par cœur avec de nombreux détails.

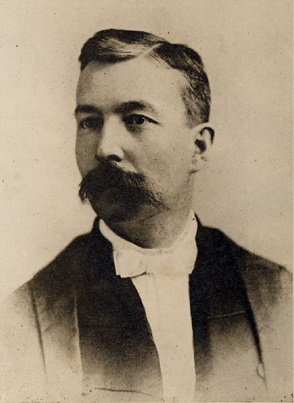
Siméon Beaudin ca. 1890

Au fil de son parcours professionnel, Siméon Beaudin s'est distingué en remportant plusieurs causes au compte de la firme d'avocat Loranger & Beaudin, qui deviendra plus tard Loranger, Beaudin & Cardinal,,. Le 24 février 1887, Siméon Beaudin remporte une cause symbolique lorsqu'il a refusé de produire le contenu d'une discussion qu'il a entretenue avec une de ses clientes, arguant le secret professionnel. En 1895, Siméon Beaudin accepte la candidature d'Ésioff-Léon Patenaude, futur lieutenant-gouverneur du Québec, pour compléter son brevet de cléricature (ou stage de clerc), ce dernier finissant par être définitivement employé par la firme de Siméon Beaudin,.
Beaudin a été créé conseiller de la reine à deux reprises: d'abord par Frederick Arthur Stanley, 16e comte de Derby, en 1889, puis par le gouvernement du Québec, en 1899,.
En 1897, Siméon Beaudin est poursuivi par son beau-frère, Pierre Demers, sous prétexte qu'il avait amené sa sœur souffrant de démence à signer un nouveau testament lui léguant tous ses biens. Les demandeurs n'ayant pas adéquatement prouvé les capacités réduites de Marie-Anne Beaudin, Siméon Beaudin est sorti vainqueur de cette poursuite judiciaire.
En 1902, Beaudin devient le bâtonnier du Barreau de Montréal pour le bâtonnat de 1902-1903. Parallèlement à cette fonction, Siméon Beaudin est aussi élu bâtonnier du Québec pour le bâtonnat de 1902-1903.
En 1908, Siméon Beaudin se présente aux élections fédérales canadiennes de 1908 sous la bannière de l'ancien Parti conservateur du Canada dans la circonscription électorale de Laprairie—Napierville, mais perd ultimement contre le candidat libéral Roch Lanctôt,.

### Johnson v. l'Académie de musique de Montréal
En 1898 et 1899, Beaudin représente avec succès avec Loranger et Cardinal la cause de Frederick Johnson, une personne à la peau noire, qui avait été expulsé de l'Académie de musique de Montréal parce qu'il refusait de siéger dans la section réservée aux Noirs,. La cause s'est rendue jusqu'à la Cour du banc de la reine (aujourd'hui Cour d'appel du Québec), où les juges ont donné raison au citoyen Johnson,. Bien que le tribunal a été incapable de statuer clairement si les citoyens à la peau noire étaient égaux aux citoyens à la peau blanche, il a tout de même convenu que le préjudice subi par le citoyen Johnson était antidémocratique,.

## Haute magistrature
Le 3 janvier 1912, Siméon Beaudin devient juge de la Cour supérieur du Québec pour le district judiciaire de Montréal, un poste qu'il maintiendra pendant trois ans jusqu'à son décès en 1915,.

## Vie privée et décès
Le 18 septembre 1883, Siméon Beaudin épouse Bridget-Mary Norris, fille de John Norris,.
Au cours de sa vie, Beaudin aura été membre corporatif du journal La Presse, aura rédigé gratuitement la charte de la compagnie du journal Le Devoir pour le compte de son ami Henri Bourassa en plus d'avoir été membre de nombreux clubs: le Club Lafontaine, le Club Canadien de Pointe-Claire et le Club de golf de Beaconsfield, entre autres,,. En 1902, il devient aussi membre honoraire de la Chambre de commerce de Montréal. Il était domicilié au 44, rue Bishop, à Montréal.
Le 3 juin 1915, Siméon Beaudin meurt subitement, en fonction, « foudroyé dans la force de l'âge » comme le raconte Henri Bourassa dans un hommage publié le jour suivant la mort de Beaudin dans le journal Le Devoir.

## Hommages et distinctions

### Titre honorifique
- Conseiller de la reine[2],[11]

### Titre de civilité
- Monsieur le bâtonnier[13]

#### Droit
- Avocat, Juriste
- Droit au Québec, Droit civil
- Histoire du droit au Québec, XIXe siècle en droit au Québec, XXe siècle en droit au Québec
- Système judiciaire du Québec, Loi du Québec
- Barreau du Québec, Bâtonnier du Québec
- Barreau de Montréal, Districts judiciaires du Québec
- Code civil du Bas-Canada, Code criminel du Canada